# 1919 у футболі
Нижче наведені футбольні події 1919 року у всьому світі.

## Засновані клуби
- Валенсія (Іспанія)
- Гамбург (Німеччина)
- Дрогеда Юнайтед (Ірландія)
- Лідс Юнайтед (Англія)
- Монпельє (футбольний клуб) (Франція)
- Сент-Етьєн (Франція)
- Слован (Братислава) (Словаччина)

## Національні чемпіони
- Австрія: Рапід (Відень)
- Данія: Академіск БК
- Ісландія: КР
- Люксембург: Люксембург
- Нідерланди: Аякс (Амстердам)
- Парагвай: Серро Портеньйо
- Швеція: ҐАІС
- Шотландія: Селтік
- Угорщина: МТК
- Уругвай: Насьональ